# しきっしー

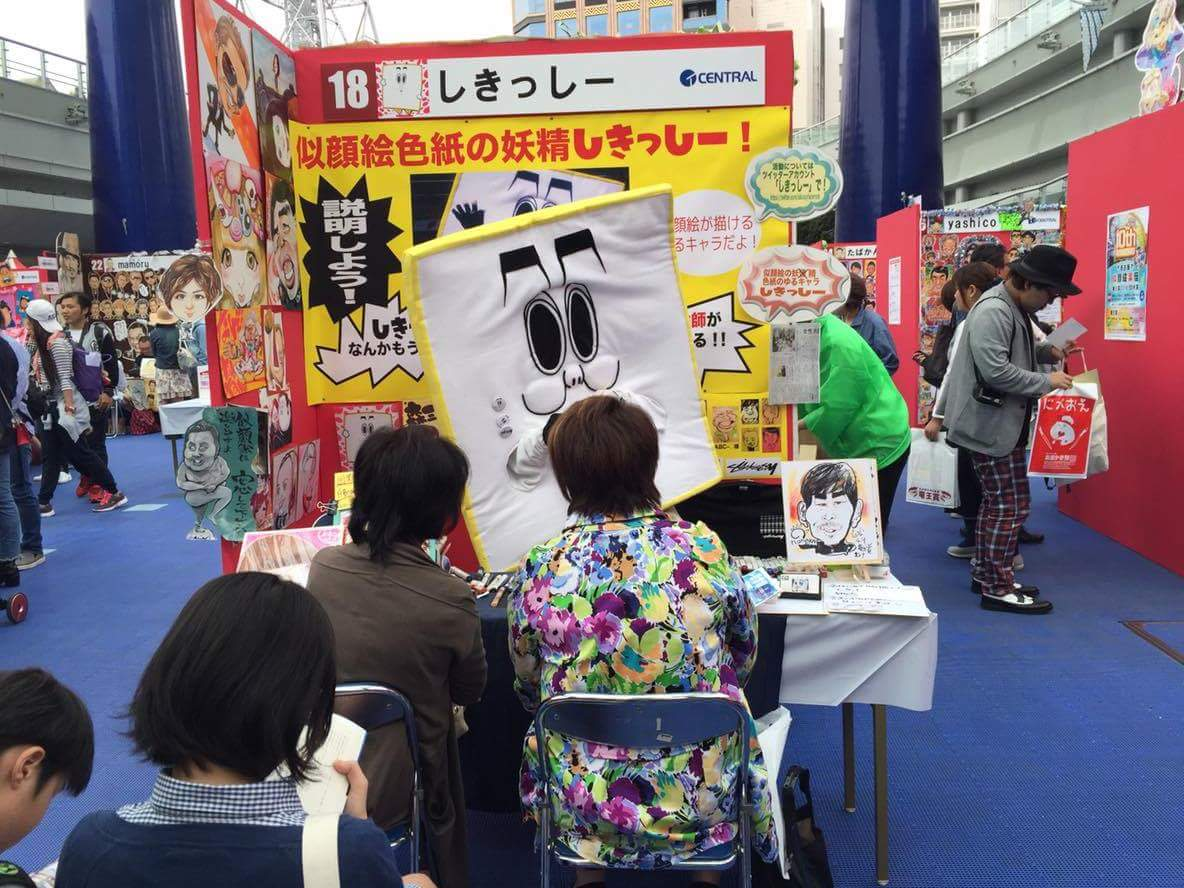
自身が参加する似顔絵大会で

しきっしーは、日本のマスコットキャラクター（ゆるキャラ）。「色紙の妖精」を称しており、着ぐるみの状態で似顔絵を描く。

## 概要

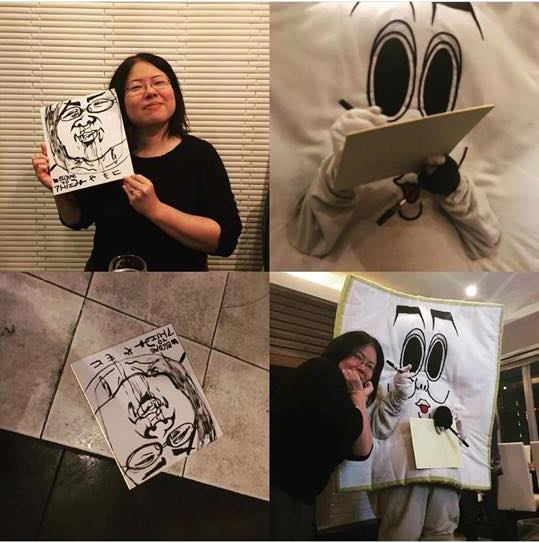
ビターン後

似顔絵界初のゆるキャラとされ、自身も似顔絵師である。
顔面から手が伸びる特異な風貌をしている。高速似顔絵を得意としており、マグネットボードは1分、色紙は2 - 3分ほどで1人を描き上げることができる。会話は常に携帯しているマグネットボードでの筆談に限られる。
自身が所属するイオンモール福岡の似顔絵店「似顔絵スタジオフェイスロック」のスタッフでもあるが、労働を極めて嫌うキャラであるため一月に一度、1時間程しか姿を現さない。平日の夕方に福岡市の繁華街新天町に姿を現すことがある。
似顔絵と暴力がテーマのために、完成する絵は9割方誇張の激しい辛口なものであったり、苦悶の表情であったり白目を剥いていたりする、一般的とは言いがたいものだが対象が誕生日であったり幼子であったりとごくまれに可愛らしく仕上がる場合もある。
完成時には似顔絵を床に叩き付ける「ビターン」というパフォーマンスがある（初出しは「ロンプク☆淳」撮影の際、ロンドンブーツ1号2号の田村淳に向けてだった）。
スラッシュメタルやメロディックメタルを入場曲として使用することがあり、イベントによっては作画中もブルートゥーススピーカーなどでかけっぱなしにしていて、サビの部分になると描きながら踊り出すため完成が微妙に遅くなることがある。

## 来歴
2016年3月16日、良い似顔絵を広めるために生まれたとされる。生まれはキタキュウマン、似顔絵士エガオーなどを制作する野中工房。デザイナーは似顔絵スタジオフェイスロックの米盛亮。生まれて25日後、自身初の似顔絵師の全国大会「名古屋似顔絵楽座　竜王賞」に出場し、パフォーマンス部門優勝、総合4位に入賞するも納得できないとして賞状は紙飛行機になった。
月1しか働かないため認知度は大会で入賞してもあまり変わらなかった。7月にゆるキャラグランプリ2016に出場し、817位であった。8月 サマーソニック2016に土砂降りの中で出演、9月やはり土砂降りの中での福岡筥崎宮放生会などの過酷な大型イベントに参加することにより地道に好事家の目を引くことで主にファンを獲得していった。
10月にKBC九州朝日放送「ロンプク敦」内ツイッ旅という企画でロンドンブーツ1号2号の田村淳の目に止まり、取材、放送後福岡県内での知名度が急上昇した。。
2017年10月に日本テレビ「月曜から夜ふかし」の視聴者投稿コーナーで登場。活動内容と共にMCの村上信吾とマツコ・デラックスを描いた似顔絵を紹介されるも、心の目で見てるという割には表層的な見方だと突っ込まれる。
同年11月、アメリカ合衆国の団体が主催する"ISCACON"（似顔絵の大会） で2分間のライブドローイング部門（アートファイト）トーナメントを勝ち抜き優勝。